# Tour à plomb de Couëron
La tour à plomb de Couëron (Loire-Atlantique) est l'une des grandes tours à plomb qui servaient autrefois à produire, de manière industrielle la grenaille de plomb destinée aux cartouches de chasse.
Cette tour fait l’objet d’un classement au titre des monuments historiques depuis le 11 février 1993.

## Présentation
La tour à plomb de Couëron est l'un des derniers édifices industriels du XIXe siècle dans la région de Nantes.
Elle faisait partie d'une usine construite en 1861 au bord de la Loire à Couëron, pour traiter le minerai de plomb et laminer le laiton et le cuivre. Cette usine qui appartenait au départ à la Société des fonderies et laminoirs de Couëron a cessé son activité en décembre 1988 dans le cadre de l'entreprise Tréfimétaux, après avoir connu plusieurs raisons sociales (Pontgibaud). Les bâtiments appartiennent maintenant à la ville de Couëron.

## La tour comme installation industrielle
La construction de la tour à plomb a été achevée en juillet 1878.
Elle s’élève à 69 mètres de hauteur et son diamètre est de 11,30 mètres.
La technique de production des plombs de chasse était la suivante : 

après avoir fait fondre du plomb pour le rendre liquide, mélangé à une certaine quantité d'arsenic et d'antimoine (8 % environ en général) pour le durcir, on le faisait s'écouler du haut de la tour à travers une grille calibrée, ce qui permettait d'obtenir de fines gouttelettes de plomb qui, pendant leur chute, prenaient une forme sphérique et finissaient leur course dans un bac d'eau de refroidissement.
Des employées triaient ensuite les billes de plomb, mises en colis pour être utilisées à l'encartouchage.

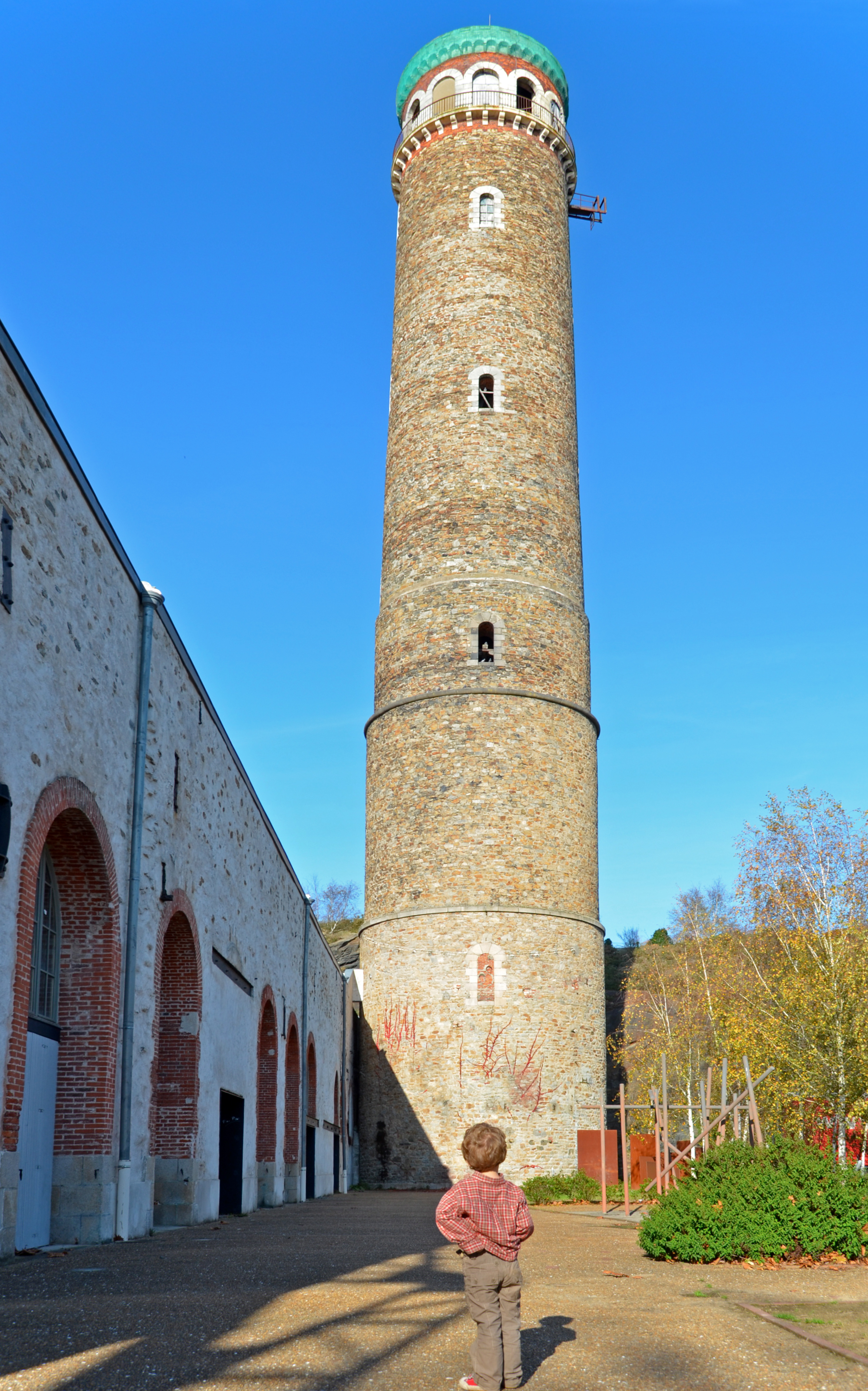
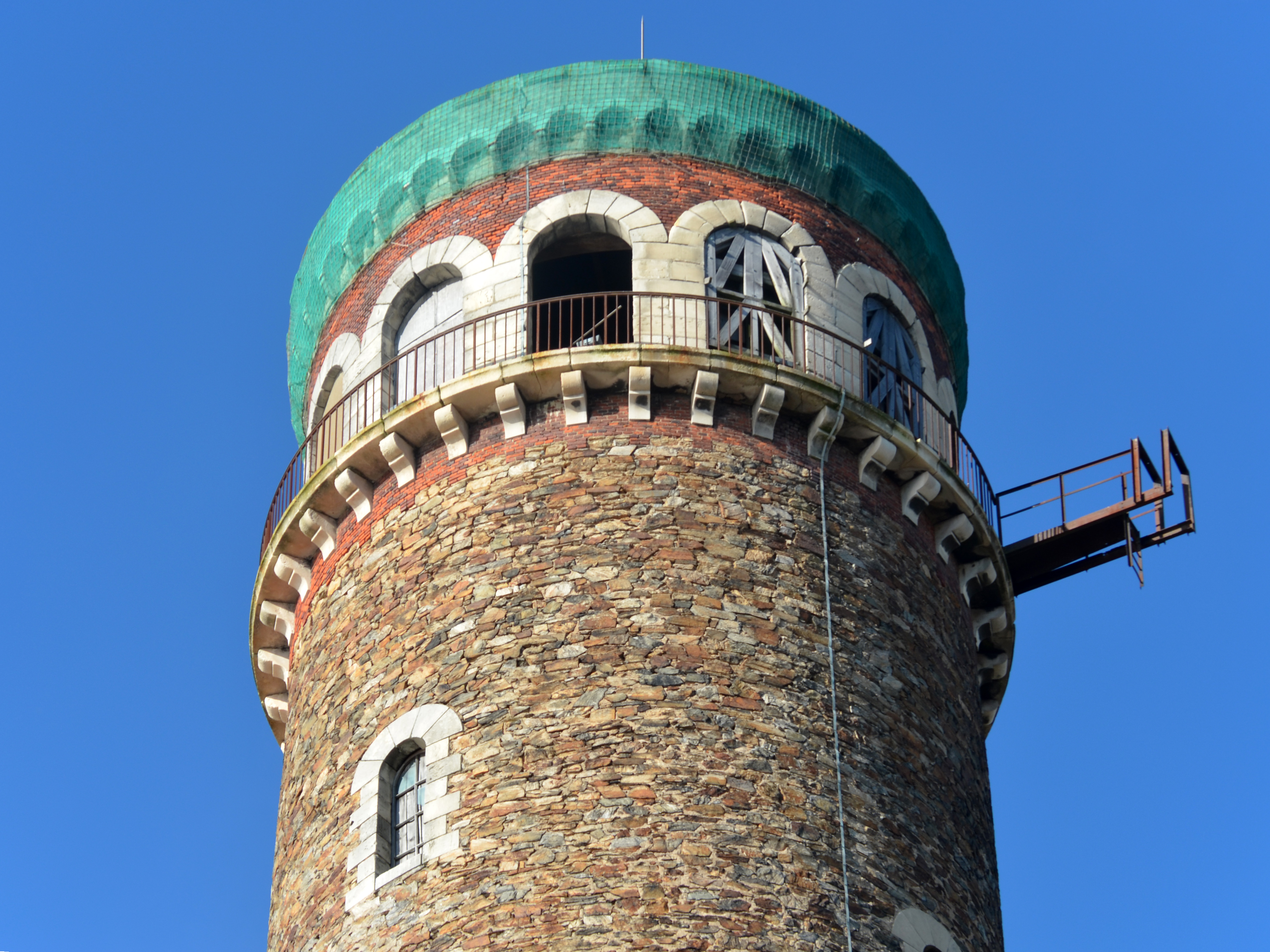
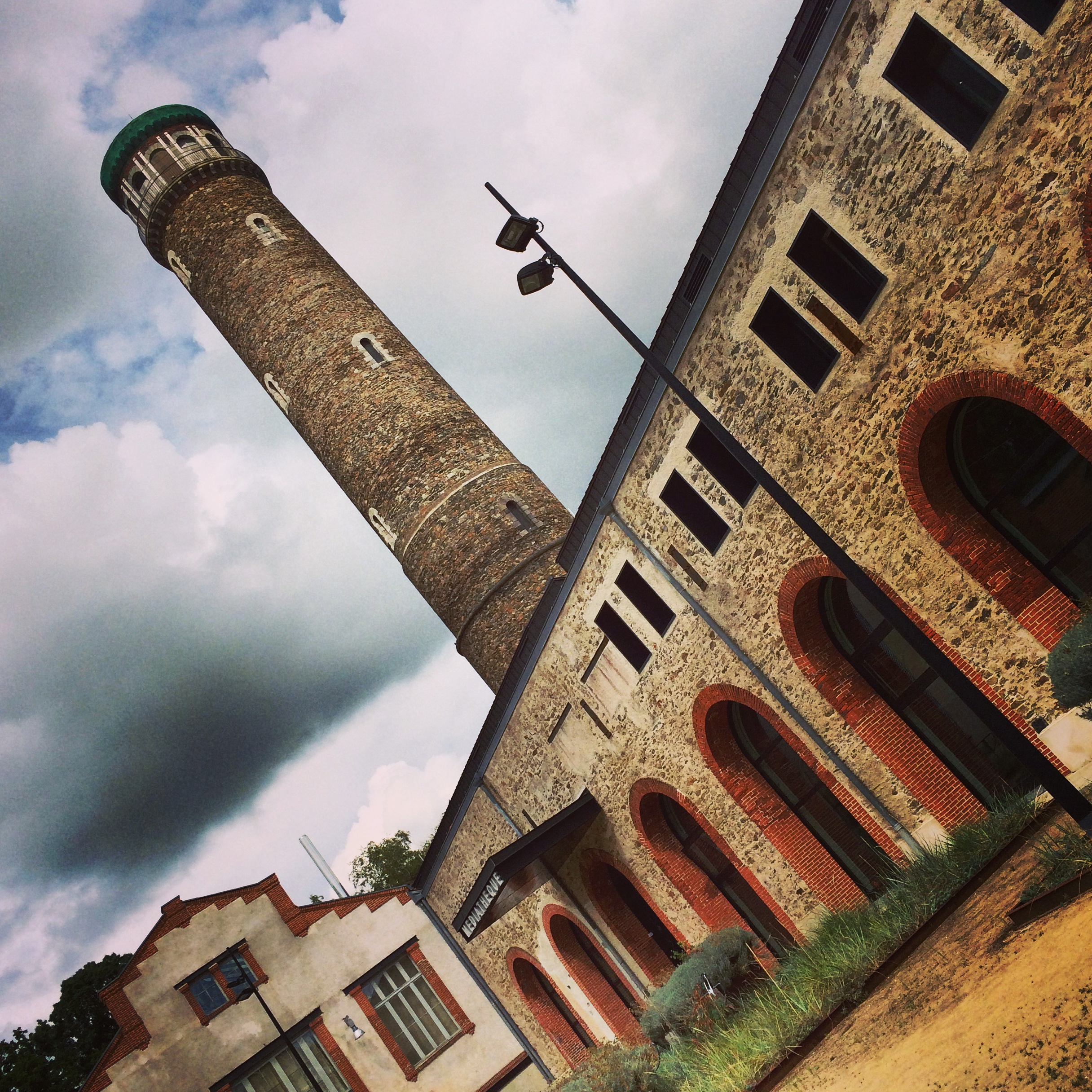